# Mužská basketbalová reprezentace Srbska a Černé Hory
Mužská basketbalová reprezentace Srbska a Černé Hory reprezentovala Srbsko a Černou Horu v mezinárodních soutěžích v basketbalu.

## Mistrovství světa
| Rok/pořádající země | Účast                           |
| ------------------- | ------------------------------- |
| MS 2006 Japonsko    | 11. místo                       |
| Celkem              | Účast – 1× · – 0× · – 0× · – 0× |

## Mistrovství Evropy
| Rok/pořádající země         | Účast                           |
| --------------------------- | ------------------------------- |
| ME 2003 Švédsko             | 6. místo                        |
| ME 2005 Srbsko a Černá Hora | 9. místo                        |
| Celkem                      | Účast – 2× · – 0× · – 0× · – 0× |

## Olympijské hry
| Rok/pořádající země | Účast                              |
| ------------------- | ---------------------------------- |
| Atény 2004          | 11. místo jako Srbsko a Černá Hora |
| Celkem              | Účast – 1× · – 0× · – 0× · – 0×    |